# Đoàn Lập
Đoàn Lập là một xã thuộc huyện Tiên Lãng, thành phố Hải Phòng, Việt Nam.
Xã Đoàn Lập có diện tích 8,6 km², dân số năm 1999 là 7424 người, mật độ dân số đạt 863 người/km².